# 挪亞七律
挪亞七律（羅馬化：Sheva mitzvot B'nei Noach），猶太傳統律法，據說是由耶和華在大洪水後，直接給與挪亞子孫的戒律，記載於《塔木德》與《陀瑟他》（Tosefta）中。猶太人相信這是所有人類都應該遵守的命令。

## 內容
根據《塔木德》與《陀瑟他》，挪亞七律是：
1. 禁止偶像崇拜
2. 禁止謀殺
3. 禁止偷竊
4. 禁止姦淫或不道德性行為
5. 禁止褻瀆
6. 禁止食用那些由活體動物身上取下的肉類
7. 建立正義的法庭來進行裁判

《塔木德》認為，挪亞七律的前六條，與《創世紀》中，亞當在伊甸園時，所接受的耶和華命令，內容是相同的。